# Brothers in Arms (серия игр)
Brothers in Arms (рус. «Братья по оружию») — серия компьютерных игр в жанре тактического шутера от первого лица, разработанных американской компанией Gearbox Software и изданных Ubisoft; на территории России и стран СНГ основные игры серии были изданы компанией «Бука». В серию Brothers in Arms входят три основные игры и восемь ответвлений.

## Игры серии

### Основные
- 2005 — Brothers in Arms: Road to Hill 30 (ПК, Xbox, PlayStation 2)[1][2][3]
- 2005 — Brothers in Arms: Earned in Blood (ПК, Xbox, PlayStation 2, Java)[4][5][6]
- 2008 — Brothers in Arms: Hell's Highway[7] (ПК, Xbox 360, PlayStation 3)[8][9][10]

### Отдельные
- 2006 — Brothers in Arms: D-Day (совместная разработка с Ubisoft Shanghai) (PlayStation Portable)[11]
- 2007 — Brothers in Arms DS (совместная разработка с Gameloft) (Nintendo DS)[12]
- 2008 — Brothers in Arms: Double Time (Wii и Macintosh)[13]
- 2008 — Brothers in Arms: Art of War (разработка Gameloft по лицензии Gearbox) (мобильные телефоны с поддержкой Java)[14]
- 2008 — Brothers in Arms (N-Gage) (разработка Gameloft по лицензии Gearbox) (для мобильных телефонов с сервисом N-Gage)[15]
- 2008 — Brothers in Arms: Hour of Heroes (разработка Gameloft по лицензии Gearbox) (iPhone, iPod touch и iPad)[16]
- 2010 — Brothers in Arms 2: Global Front (разработка Gameloft по лицензии Gearbox) (iPhone, iPod touch, iPad и Android)[17]
- 2015 — Brothers in Arms 3: Sons of War (разработка Gameloft по лицензии Gearbox) (iPhone, iPod touch, iPad и Android)
- Отменена — Brothers in Arms: Furious 4 (ПК, Xbox 360, PlayStation 3)[18][19]

## Обзор

Кадр из Brothers in Arms: Road to Hill 30, который демонстрирует «сочную» цветовую гамму, выбранную разработчиками и уровень проработанности локаций.

Действие серии «Братья по оружию» происходит во времена Второй мировой войны.
Для соответствия игр историческим фактам, как указывается в игре, сотрудники художественного отдела компании Gearbox ездили во Францию, чтобы посетить места сражений: были использованы архивные фотографии, аэрофотоснимки, карты местности и свидетельства ветеранов. В первых двух играх серии — Brothers in Arms: Road to Hill 30 и Brothers in Arms: Earned in Blood — существует пункт меню «Дополнительные материалы», где игрок может просмотреть некоторые данные, найденные разработчиками, а также увидеть сравнение реальных фотоснимков с игровыми кадрами и вырезанные из конечного варианта игры фрагменты.
Согласно дополнительным материалам, в качестве названия серии игр также рассматривались: «Call to Arms», «Soldiers», «World at War», «Wargame 1944» и «Troops».

### Brothers in Arms: Road to Hill 30
Сюжет первой части игры — Brothers in Arms: Road to Hill 30 — рассказывает историю жизни молодого штаб-сержанта Мэтта Бэйкера, служащего в 101-й десантной дивизии. Он и его взвод заброшены в один из районов Нормандии Франции. Им предстоит отвоевать Карантан, поучаствовать в битве за «высоту 30» и помочь пехоте высадиться на пляж в секторе Юта.
Ключевыми особенностями игры являются тактические элементы. Игрок может сначала вести «огонь на подавление» противника (когда враг будет ранен, либо у него кончатся патроны) и уже затем начинать огонь, направленный на атаку, отдавая соответствующий приказ команде. Для планирования боя в игре содержится функция «тактической паузы», которая служит своеобразной альтернативой настоящим картам местности: по нажатию на клавишу «V» открывается трехмерная карта территории боя; карту можно вращать и переключаться от объекта к объекту.

### Brothers in Arms: Earned in Blood
Во второй части игры повествование ведётся от лица другого персонажа, сержанта Джо Хартсока, получившего прозвище «Рыжий». Хартсок служил вместе с Бейкером и был одним из важных персонажей в сюжете предыдущей игры.
Общий уровень сложности несколько возрос; действие также происходит в Нормандии, однако в других её местах, отличных от первой части; появилось новое оружие; также был улучшен искусственный интеллект: например, если у игрока закончатся патроны, союзник может поделиться с ним своими.

### Brothers in Arms: Hell’s Highway
Действие третьей части серии происходит в оккупированной немцами Голландии, во время операции «Маркет Гарден», в сентябре 1944 года. Провальная, как затем выяснилось, операция была спланирована фельдмаршалом Бернардом Лоу Монтгомери и заключалась в отправке трех парашютных дивизий, которые должны были приземлиться в Нидерландах, за линией обороны противника, и защищать 3 моста в Эйндховене, Наймегене и Арнеме.
Повествование снова ведется от лица Мэтта Бэйкера. Была несколько изменена механика игрового процесса: функция тактической паузы была убрана; большинство объектов, расположенных на локации, стали разрушаемыми; игрок получил возможность стрелять из укрытий, прислоняясь к объектам; появилась возможность управления танком в некоторых эпизодах (элементы танкового симулятора). В качестве технологической основы используется игровой движок Unreal Engine 3.5 (в противовес версии 2.0 в двух предыдущих играх), благодаря чему обеспечивается более высокое качество графики, а игровые ролики стали сложнее по постановке.

## Потенциальная экранизация
В 2020 году Gearbox Software сообщила, что планирует экранизировать игру в формате сериала. Шоураннером был назначен Скотт Розенбаум, который до этого работал над такими проектами, как «Щит»,  «Королева Юга» и «Визитеры». Он также должен был выступить исполнительным продюсером экранизации совместно с Рэнди Питчфордом, главой Gearbox. Главными героями сериала должны были стать восемь солдат союзных войск, которым нужно спасти своего командира из плена до того, как немецкая армия сможет выведать у него планы о Нормандской десантной операции. Розенбаум также сообщил, что в сериале покажут обе стороны конфликта, а также реальных исторических персонажей, участвовавших во Второй мировой войне. Экранизация Brothers in Arms вдобавок расскажет об операции «Тигр».